# Apanteles verticalis
Apanteles verticalis är en stekelart som beskrevs av Song och Chen 2004. Apanteles verticalis ingår i släktet Apanteles och familjen bracksteklar. Inga underarter finns listade i Catalogue of Life.